# Liste der Einträge im National Register of Historic Places im Reynolds County

Lage des Reynolds County in Missouri

Die Liste der Einträge im National Register of Historic Places im Reynolds County in Missouri führt die Bauwerke und historischen Stätten im Reynolds County auf, die in das National Register of Historic Places aufgenommen wurden.
| [ 3 ] | Name                                   | Bild | Eintragsdatum        | Lage                                                                                | Ort       | Beschreibung |
| ----- | -------------------------------------- | ---- | -------------------- | ----------------------------------------------------------------------------------- | --------- | ------------ |
| 1     | Buford-Carty Farmstead                 |      | 2004 ID-Nr. 04000603 | Rund 1 km südlich des Highway J an der County Road 814 37° 31′ 11″ N, 90° 56′ 11″ W | Black     |              |
| 2     | Civil War Fortification at Barnesville |      | 1998 ID-Nr. 98000817 | Deer Run State Forest 37° 13′ 10″ N, 90° 59′ 14″ W                                  | Ellington |              |